# Fulgor Milano
Fulgor Milano è un marchio registrato di proprietà della Meneghetti S.p.a., un produttore italiano di grandi elettrodomestici. La sede globale di Fulgor si trova a Gallarate, in Italia; a circa 40 chilometri a nord di Milano, nel cuore della Lombardia. I prodotti dell'azienda competono con quelli realizzati dalle aziende Bosch, Dacor, Miele, Viking Range, Asko o Smeg.

## Storia
Fulgor è stata fondata da Piero Puricelli nel 1949, poco dopo aver iniziato a lavorare su una cucina a carbone che sperava di sviluppare. Piero scelse il nome per via del suo significato in latino: "brillare". L'azienda iniziò a produrre in serie la sua prima linea di cucine a carbone nel 1955. Successivamente, nel 1974, iniziò la produzione di piani cottura a gas da incasso e forni elettrici a parete. All'inizio degli anni '90 l'azienda è stata tra i primi produttori a introdurre piani cottura "gas su vetro" e forni a pareti autopulenti. Nel 1994 i prodotti Fulgor avevano attirato l'attenzione di molti importanti marchi mondiali di elettrodomestici e l'azienda iniziò ad esportare i suoi prodotti in Nord America e in altre parti d'Europa.

## Produzione
Prima di guadagnare una maggiore visibilità della propria linea di elettrodomestici di marca nei primi anni 2000, Fulgor era storicamente conosciuta come un fornitore globale di prodotti finiti per molti dei principali marchi di elettrodomestici in Europa e Nord America. In Nord America, Fulgor è stato il primo marchio europeo a esportare apparecchi da cucina a marchi di produzione nordamericani. L'azienda ha lavorato con marchi come Whirpool, GE Monogram, Bosch e Viking Range. Fulgor era commercializzato in Nord America con l'etichetta FCI.

## Sviluppo marchio
Nel 2009, essendo entrato in difficoltà a causa del momento di crisi finanziaria globale, il ramo produttivo dell'azienda è stato poi acquisito dalla Meneghetti S.p.a., produttore di elettrodomestici per conto di grandi marchi italiani e internazionali. Questo ha dato impulso al commercio dei prodotti marchiati Fulgor Milano a livello internazionale; ora i suoi prodotti vengono venduti in almeno 15 nazioni separate, tra Europa, Nord America, Medio Oriente e Cina. La divisione nordamericana dell'azienda è stata aperta per la prima volta nel 2005 e successivamente riorganizzata con il nome di Fulgor USA, LLC nel 2008 con lo slogan "arte culinaria". La linea di prodotti in Nord America è composta da cucine a installazione libera, forni da incasso, piani cottura a gas ed elettrici, microonde, frigoriferi e lavastoviglie.